# متسلق الأخشاب مفلوق المنقار
متسلق الأخشاب مفلوق المنقار (الاسم العلمي: Glyphorynchus spirurus)، طائر من الجواثم يتكاثر في العالم الجديد المداري من جنوب المكسيك إلى شمال بوليفيا ووسط البرازيل وغويانا؛ وهو يغيب عن المناطق الساحلية في المحيط الهادئ باستثناء بين كوستاريكا والإكوادور. إنهُ العضو الوحيد في جنس Glyphorynchus.